# Ghana op de Olympische Zomerspelen 2004
Ghana nam deel aan de Olympische Zomerspelen 2004 in Athene, Griekenland. Voor de derde keer op rij won het West-Afrikaanse land geen enkele medaille.

## Deelnemers en resultaten per onderdeel

### Atletiek
| Olympiër                                                      | Discipline             | Resultaat | Prestatie                                                                                              |
| ------------------------------------------------------------- | ---------------------- | --------- | --- |
| Leo Myles-Mills                                               | 100m (m)               | 10e       | serie 3: 3de in 10,21 kwartfinale 5: 3de in 10,18 halve finale 2: 6de in 10,22                         |
| Eric Nkansah                                                  | 100m (m)               | 53e       | serie 1: 6de in 10,54                                                                                  |
| Aziz Zakari                                                   | 100m (m)               | DNF       | serie 2: 2de in 10,19 kwartfinale 4: 1ste in 10,02 halve finale 1: 3de in 10,11 finale: niet gefinisht |
| Christian Nsiah                                               | 200m (m)               | 42e       | serie 4: 6de in 21,06                                                                                  |
| Tanko Braimah Leonard Myles-Mills Christian Nsiah Aziz Zakari | 4x100m (m)             | 13e       | serie 2: 6de in 38,88                                                                                  |
| Ignisious Gaisah                                              | verspringen (m)        | 6e        | kwalificatie groep A: 6de met 8,05m finale: 6de met 8,24m                                              |
| Andrew Owusu                                                  | hink-stap-springen (m) | 19e       | kwalificatie groep A: 10de met 16,64m                                                                  |
|                                                               |                        |           | |
| Vida Anim                                                     | 100m (v)               | DNF       | serie 7: 1ste in 11,14 (NR) kwartfinale 3: niet gefinisht                                              |
| Akosua Serwaa                                                 | 800m (v)               | 30e       | serie 4: 5de in 2.03,96                                                                                |
| Margaret Simpson                                              | zevenkamp (v)          | 9e        | 6253 punten                                                                                            |

### Voetbal
| Olympiër | Discipline | Resultaat | Prestatie                                                           |
| --- | ---------- | --------- | ------------------------------------------------------------------- |
| George Owu Emmanuel Osei John Mensah Emmanuel Pappoe John Pantsil Daniel Coleman Yussif Chibsah Baffour Gyan Stephen Appiah Asamoah Gyan William Kwabena Tiero Nasir Lamine Charles Taylor Kwadwo Poku Patrick Villars Razak Pimpong | mannen     | 9e        | groep B: 3de G van Italië: 2-2 W van Paraguay: 1-2 V van Japan: 0-1 |

| Groep B |          |             |             |             |             |            |            |            |        |
| #       | Land     | Wedstrijden | Wedstrijden | Wedstrijden | Wedstrijden | Doelpunten | Doelpunten | Doelpunten | Punten |
| #       | Land     | G           | W           | G           | V           | V          | T          | Saldo      | Punten |
| 1       | Paraguay | 3           | 2           | 0           | 1           | 6          | 5          | +1         | 6      |
| 2       | Italië   | 3           | 1           | 1           | 1           | 5          | 5          | 0          | 4      |
| 3       | Ghana    | 3           | 1           | 1           | 1           | 4          | 4          | 0          | 4      |
| 4       | Japan    | 3           | 1           | 0           | 2           | 6          | 7          | -1         | 3      |

| Ronde       | Datum        | Plaats   | Land | Score  | Land |
| ----------- | ------------ | -------- | ---- | ------ | ---- |
| Groepsfase  |              |          |      |        |      |
| 12 augustus | Volos        | Ghana    | 2-2  | Italië |      |
| 15 augustus | Thessaloniki | Paraguay | 1-2  | Ghana  |      |
| 18 augustus | Volos        | Japan    | 1-0  | Ghana  |      |

De ingeschreven atleten Samuel Adade, Andrew Owusu, Mariama Salifu namen niet aan de wedstrijden deel.
Afghanistan · Albanië · Algerije · Amerikaanse Maagdeneilanden · Amerikaans-Samoa · Andorra · Angola · Antigua en Barbuda · Argentinië · Armenië · Aruba · Australië · Azerbeidzjan · Bahama's · Bahrein · Bangladesh · Barbados · België · Belize · Benin · Bermuda · Bhutan · Bolivia · Bosnië en Herzegovina · Botswana · Brazilië · Britse Maagdeneilanden · Brunei · Bulgarije · Burkina Faso · Burundi · Cambodja · Canada · Centraal-Afrikaanse Republiek · Chili · China · Chinees Taipei · Colombia · Comoren · Congo-Brazzaville · Congo-Kinshasa · Cookeilanden · Costa Rica · Cuba · Cyprus · Denemarken · Djibouti · Dominica · Dominicaanse Republiek · Duitsland · Ecuador · Egypte · El Salvador · Equatoriaal-Guinea · Eritrea · Estland · Ethiopië · Fiji · Filipijnen · Finland · Frankrijk · Gabon · Gambia · Georgië · Ghana · Grenada · Griekenland · Groot-Brittannië · Guam · Guatemala · Guinee · Guinee‑Bissau · Guyana · Haïti · Honduras · Hongarije · Hongkong · Ierland · IJsland · India · Indonesië · Irak · Iran · Israël · Italië · Ivoorkust · Jamaica · Japan · Jemen · Jordanië · Kaaimaneilanden · Kaapverdië · Kameroen · Kazachstan · Kenia · Kirgizië · Kiribati · Koeweit · Kroatië · Laos · Lesotho · Letland · Libanon · Liberia · Libië · Liechtenstein · Litouwen · Luxemburg · Macedonië · Madagaskar · Malawi · Malediven · Maleisië · Mali · Malta · Marokko · Mauritanië · Mauritius · Mexico · Micronesië · Moldavië · Monaco · Mongolië · Mozambique · Myanmar · Namibië · Nauru · Nederland · Nederlandse Antillen · Nepal · Nicaragua · Nieuw-Zeeland · Niger · Nigeria · Noord-Korea · Noorwegen · Oeganda · Oekraïne · Oezbekistan · Oman · Oostenrijk · Oost‑Timor · Pakistan · Palau · Palestina · Panama · Papoea-Nieuw-Guinea · Paraguay · Peru · Polen · Portugal · Puerto Rico · Qatar · Roemenië · Rusland · Rwanda · Saint Kitts en Nevis · Saint Lucia · Saint Vincent en Grenadines · Salomonseilanden · Samoa · San Marino · Sao Tomé en Principe · Saoedi-Arabië · Senegal · Servië en Montenegro · Seychellen · Sierra Leone · Singapore · Slovenië · Slowakije · Soedan · Somalië · Spanje · Sri Lanka · Suriname · Swaziland · Syrië · Tadzjikistan · Tanzania · Thailand · Togo · Tonga · Trinidad en Tobago · Tsjaad · Tsjechië · Tunesië · Turkije · Turkmenistan · Uruguay · Vanuatu · Venezuela · Verenigde Arabische Emiraten · Verenigde Staten · Vietnam · Wit-Rusland · Zambia · Zimbabwe · Zuid-Afrika · Zuid-Korea · Zweden · Zwitserland